# Friedrich Karl Julius Schütz
Friedrich Karl Julius Schütz (* 31. Mai 1779 in Halle (Saale); † 4. September 1844 in Leipzig) war ein deutscher Historiker. Er schrieb auch unter dem Pseudonym Papageno.

## Leben
Der Sohn des Humanisten und Jenaer Professors Christian Gottfried Schütz studierte an der Universität Jena und wurde hier 1801 Privatdozent und 1804 Professor der Philosophie in Halle. Schütz begleitete seit 1811 seine Gattin, die Schauspielerin Henriette Hendel (Hendel-Schütz), auf ihren Kunstreisen und trat selbst auf der Bühne auf. Nach der Scheidung lebte er in Hamburg und Leipzig.

## Werke
- Epigrammatische Anthologie. (Halle 1806–1807, 3 Bde.)
- Geschichte der Republik Frankreich. (Jena 1802, 2. Aufl. 1808)
- Goethes Philosophie. (Hamburg 1825–27, 7 Bde.)
- Die Stimme Friedrichs des Großen im 19. Jahrhundert. Zusammenstellung seiner Ideen über Politik, Religion, Moral etc. (Braunschweig 1828, 5 Bde.)
- Müllner’s Leben, Charakter und Geist. Mit einem Facsimile und dem Bildnisse Müllner’s. (Meissen, 1830. Müllner’s Werke. Erster Supplementbd.)
- Christian Gottfried Schütz. Darstellung seines Lebens, Charakters u. Verdienstes nebst einer Auswahl aus seinem literar. Briefwechsel mit den berühmtesten Gelehrten und Dichtern seiner Zeit. (Halle 1834/35, 2 Bde.)
- Zacharias Werner’s Biographie und Characteristik, nebst Original-Mittheilungen aus dessen handschriftlichen Tagebüchern. (2 Bde., Grimma, 1841)